# Diaphorina harteni
Diaphorina harteni är en insektsart som beskrevs av Burckhardt och Mifsud 1998. Diaphorina harteni ingår i släktet Diaphorina och familjen rundbladloppor. Inga underarter finns listade i Catalogue of Life.